# Esteban Sacrest
Esteban Sacrest (Olot, provincia de Gerona, 1850 — Madrid, 1914) fue un filósofo y moralista español. Era un sacerdote que pertenecía a la orden dominica, dentro de la que desempeñó diversos cargos: en el año 1896 fue elegido provincial, cargo que ejerció en otras dos ocasiones. Se le atribuye la restauración de las provincias dominicanas de Aragón y de la Bética, así como la fundación de la revista La Ciencia Tomista. Es autor de varios tratados piadosos y teológicos, como por ejemplo una Teología Moral (1906).